# Ron Dennis
Sir Ronald Dennis (* 1. června 1947 Woking, Anglie) je britský podnikatel a bývalý manažer v motoristickém sportu. V letech 1981–2009 byl spoluvlastníkem a týmovým šéfem týmu formule 1, McLaren.

## Kariéra
V 18 letech v roce 1966 nastoupil jako mechanik do týmu F1 Cooper, zde pracoval pro Jochena Rindta, s tímto jezdcem v roce 1968 přestoupil do stáje Brabham, ovšem na svou žádost pracuje pro Jacka Brabhama. Zde pracuje až do roku 1970. V letech 1967–1970 působí jako vedoucí týmu.
Spolu s bývalým kolegou Neilem Trundlem založil Rondel Racing. Jejich vypůjčené vozy Brabham BT36 startovaly ve formuli 2, již druhý závod vyhráli spolu s jezdcem Grahamem Hillem. Tým se připravuje na vstup do formule 1, ovšem vývoj nového vozu i tok finančních prostředků zastavila ropná krize a tým ukončil svou činnost v roce 1974. Dennis ve formuli 2 dále zůstává, v roce 1976 provozuje polotovární marche pod jménem Project Four. Roku 1978 spojil síly s Ardmore Racingem. Roku 1979 jejich tým vyhrál mistrovství Velké Británie ve formuli 3. S podporou Marlbora připravil vůz BMW M1 pro Nikiho Laudu, který v něm vyhrál šampionát Procar.
V roce 1980 zprostředkoval sloučení Project Four a stáje formule 1 McLaren. V sezoně 1981 zaznamenal jejich jezdec John Watson první vítězství v Grand Prix Velké Británie. V roce 1984 pomohl uskutečnit prodej podílu svého společníka firmě Mansouru Ojjehovi z TAG.
Při prodeji podílů koncernu TAG McLaren DaimlerChrysler si stále nechával rozhodující většinu akcií. 1. března 2009 opustil svou funkci týmového ředitele, v níž jej nahradil Martin Whitmarsh, který do té doby pracoval jako obchodní ředitel. Zároveň oznámil odchod z týmu a ponechal si pouze 15% vlastnický podíl. V současnosti působí jako předseda představenstva McLaren Group.

## Rodina
V roce 1985 se oženil s Američankou Lisou, má s ní 3 děti, v současnosti žijí odděleně.